# 屏城乡
屏城乡，是中华人民共和国福建省宁德市屏南县下辖的一个乡镇级行政单位。

## 行政区划
屏城乡下辖以下地区：
溪坪社区、南峭村、后龙村、凤溪村、下地村、陆地村、前汾溪村、里汾溪村、后井村、村头村、南湾村、大碑村和坑头村。